# زبان حتی
زبان حتی زبانی است که توسط حتیان در میان ۲ تا ۳ هزار سال پیش از میلاد در آسیای کوچک سخن گفته می‌شد. دانشمندان آن را جدا از زبان هند و اروپایی و  هیتی که زبان امپراتوری هیتی‌ها بود می‌دانند.

## نمونه زبان
دیدگاه محافظه‌کارانه این است که این زبان زبانی منفرد بوده‌است و با همسایگان سامی و هند و اروپایی خود ارتباطی نداشته‌است. با این وجود گمانه‌زنی‌هایی بر پایه نام‌های افراد و جای‌نام‌ها ممکن است به زبان کاسکی وابسته باشد. همانندی‌های ویژه‌ای میان زبان حاتی و زبان‌های قفقازی هم کارتولی (مانند گرجی و…) و هم شمالغربی (مانند آبخازی و…) این گمانه را میان زبان‌شناسان ایجاد کرده‌است که یک بلوک زبانی از قفقاز به آناتولی مرکزی کشیده شده‌است.
برخی واژه‌های دانسته شده عبارت‌اند از:
- alef = 'واژه'
- ashaf = 'خدا'
- fa-zari = 'گونه انسان، مردم'
- fel = 'خانه'
- *findu = 'می (شراب)' (که در ترکیب findu-qqaram یافت شد "چمچه می (ملاقه شراب)")
- fur = 'سرزمین'
- Furun-Katte = 'شاه سرزمین'، خدای جنگ حتی
- Furu-Semu =خدایان خورشید حتی
- Hanfasuit =خدایان تخت حتی
- hilamar = 'نیایشگاه'
- Kasku = خدای ماه حتی
- katte = 'شاه'
- -nifas = 'نشستن'
- pinu = 'فرزند'
- zari = 'نابود شدنی، فانی'
- -zi = 'گذاشتن'